# Spilosoma russula
Spilosoma russula är en fjärilsart som beskrevs av Carl von Linné 1758. Spilosoma russula ingår i släktet Spilosoma och familjen björnspinnare. Inga underarter finns listade i Catalogue of Life.